# Цзинсю
Цзинсю́ (кит. упр. 竞秀, пиньинь Jìngxiù) — район городского подчинения городского округа Баодин провинции Хэбэй (КНР).

## История
В 1959 году был создан район Луси (路西区, букв. «к западу от дороги»). В 1960 году районы Луси и Лудун были объединены в район Шицюй (市区, букв. «городской район»). В 1961 году район Шицюй был ликвидирован, а район Луси воссоздан под названием Синьши (新市区, букв. «новый город»). В мае 2015 года район Синьши был переименован в Цзинсю.

## Административное деление
Район Цзинсю делится на 5 уличных комитетов и 6 волостей.